# Łuza (rzeka)
Łuza (ros. Луза) – rzeka w Rosji, w obwodzie kirowskim, Republice Komi i obwodzie wołgogradzkim, prawy dopływ rzeki Jug (dorzecze Dwiny).
Długość rzeki wynosi 574 km, a powierzchnia jej dorzecza 18 300 km². Jej źródła znajdują się w pobliżu wsi Waziuk, w rejonie oparinskim, w obwodzie kirowskim, niedaleko granicy z Republiką Komi. Początkowo płynie na północ, później przyjmuje ogólny kierunek zachodni. Na rzece znajdują się dwie małe elektrownie wodne (MEW).
Jest zasilana w znacznym stopniu przez topniejący śnieg. Głównymi dopływami Łuzy są: Łop-Ju, Porub, Lechta i Łała. Jej średni przepływ na 99 km od ujścia wynosi 117 m³/s, największy 690 m³/s (w maju), najmniejszy 30 m³/s (w marcu). Rzeka zamarza na przełomie października i listopada i odmarza na przełomie kwietnia i maja.